# Lux veritatis
Lux veritatis (en español, La luz de la verdad) es la 21ª encíclica del papa Pío XI, promulgada el 25 de diciembre de 1931 con ocasión del decimoquinto centenario del Concilio de Éfeso, tercer concilio ecuménico.

## El Concilio de Éfeso
El Concilio de Éfeso, celebrado en esa ciudad entre el 22 de junio y el 16 de julio del año 431, tuvo como principal motivo resolver la discusión teológica relativa a la naturaleza de Cristo, y como consecuencia en la maternidad de María. Esta cuestión fue precisamente la que había provocado la discusión: por parte de Nestorio se había afirmado que si bien María era madre de Cristo solo lo era de la naturaleza humana, y por tanto no se podía afirmar la maternidad divina de María; por otra parte, Cirilo de Alejandría defendía que en Cristo había una única persona, que era divina, y por tanto María era Madre de Dios.
A lo largo de las sesiones del concilio se rechazaron tanto las declaraciones de Nestorio como las de Cirilo de Alejandría, pero tras la incorporación, el 10 de julio, de los delegados papales se alcanzó una formulación cristológica que resolvía la cuestión, y confirmaba la maternidad divina de María:

es "para nosotros un solo Señor y Cristo e Hijo por la concurrencia inefable y misteriosa en la unidad... Porque no nació primeramente un hombre vulgar, de la santa Virgen, y luego descendió sobre Él el Verbo; sino que, unido desde el seno materno, se dice que se sometió a nacimiento carnal, como quien hace suyo el nacimiento de la propia carne... De esta manera [los Santos Padres] no tuvieron inconveniente en llamar madre de Dios a la santa Virgen".
Concilio de Éfeso, Denzinger 111a

## Contenido de la encíclica
Lux veritatis temporumque testis historia docet, si modo recte dispiciatur diligenterque exploretur, divinam illam a Iesu Christo datam pollicitationem : «Ego vobiscum sum... usque ad consummationem saeculi» numquam Ecclesiae suae sponsae defuisse, adeoque numquam esse in posterum defuturam.
La historia, luz de la verdad y testimonio de los tiempos, debidamente consultada y examinada con diligencia, enseña que la promesa hecha por Jesucristo: "Yo estoy con vosotros [...] hasta el fin de los siglos", nunca ha fallado en su Iglesia y, por lo tanto, nunca fallará en el futuro.
Comienzo de la encíclica

Con esas palabra introduce el papa unos párrafos en que muestra como la Iglesia, asistida por Cristo,  ha superado siempre las persecuciones exteriores y, a pesar de las herejías, ha mantenido íntegro del depósito de la fe; recuerda esta realidad cuando se conmemora el decimoquinto centenario del Concilio de Éfeso, y explica que felicitándose por los trabajos que se han hecho en todo la Iglesia conmemorando este concilio, siente la necesidad de dirigir, en ejercicio de su ministerio, una encíclica para tratar con cierto detenimiento lo que supuso ese concilio.
Manifiesta el papa su esperanza de que revisar las verdades que aclaró el concilio no solo sea agradable y útil a los católicos, sino que también produzca en los que están separados de la Sede Apostólica al menos la nostalgia de la unidad. Anuncia, por otra parte, los dogmas que va a exponer a lo largo de la encíclica:
- En Jesucristo existe una única persona que se divina
- María es verdadera madre de Dios
- El romano pontífice, por institución divina es autoridad suprema para todos los cristianos en las cuestiones de fe y de moral.

Tras esta introducción, la encíclica se estructura en tres partes, solo identificadas por un ordinal romano (I, II y III), pero cada una con un contenido y objetivo claro, que se refleja en este artículo para facilitar su consulta. En todo caso, hay que tener en cuenta que además del tema que se trata directamente en cada uno de los apartados, indirectamente se tocan las tres cuestiones que ha indicado al papa en la introducción de la encíclica..

### I. La celebración del Concilio de Éfeso y la autoridad del Papa
En este apartado el papa expone una breve biografía de Nestorio, y de modo sucinto su concepción de la naturaleza de Cristo, pues Nestorio enseñaba que el Verbo Unigénito de Dios no se había hecho hombre, sino que se encontraba presente en carne humana como en su morada, para su beneplácito y para la virtud de su operación. Por tanto, Jesús no debería llamarse Dios, sino Theóforon o portador de Dios; y de modo similar María, como madre de la naturaleza humana de Cristo, no podría llamarse Theotocos, Madre de Dios, sino solo Theodocos, portadora o sustentadora de Dios. La confusión que esto produjo, especialmente en Oriente, y la defensa de la ortodoxia por parte del Cirilo, patriarca de Alejandría, quien acudió al papa para que juzgará la cuestión con su autoridad. 
En la encíclica, Pío XI recoge la respuesta del papa Celestino, que fue recogida en el Concilio de Éfeso, pues aunque había sido convocado por el emperador de Oriente, todos los padres conciliares aceptaron y reconocieron la autoridad del papa, y las verdades de fe tal como fueron expuestas por su legados, que fueron aceptadas con estas palabras: 

¡Este es el juicio correcto! A Celestino, el nuevo Pablo, a Cirilo el nuevo Pablo, a Celestino guardián de la fe, a Celestino de acuerdo con el Sínodo, a Celestino todo el Concilio da gracias: uno Celestino, uno Cirilo, una la fe del Sínodo, una la fe del mundo.
Encíclica Lux veritatis, AAS vol. 23  p. 502.

Resalta el papa en la encíclica cómo el modo en que se planteó esta cuestión, y la forma en que se resolvió, muestra la aceptación unánime, por parte de toda la Iglesia, de la autoridad del papa en materia de fe. Aclara también la encíclica el papel desempeñado por Cirilo, que en todo momento estuvo movido por su amor a la verdad y a la unidad de la Iglesia, y en ningún caso por oposición personal a Nestorio.

### II. Una persona y dos naturalezas en Cristo
La encíclica comienza en este apartado una exposición, relativamente detenida, de las verdades que fueron afirmadas en este concilio y, al mismo tiempo, los errores denunciados. Ante todo se refiere, aunque de pasada, a la condena del pelagianismo -también defendida por Nestorio-, entrando enseguida a rechazar que el Verbo estuviese unido a la naturaleza humana, tal como afirmaba Nestorio, con un vínculo meramente accidental y moral, y no sustancial e hipostáticamente, es decir, personalmente. Recoge la encíclica un texto de San Cirilo, que aparece recogido en las actas del Concilio:

Por tanto, de ninguna manera está permitido dividir a nuestro único Señor Jesucristo en dos hijos… De hecho, la Escritura no dice que el Verbo asoció a la persona humana consigo mismo, sino que se hizo carne. Decir que el Verbo se hizo carne significa que él, como nosotros, se unió a la carne y la sangre; por tanto, hizo suyo nuestro cuerpo y nació hombre de mujer, sin abandonar, sin embargo, la divinidad y la filiación del Padre: permaneció, por tanto, en la misma asunción de la carne, siendo lo que era
Encíclica Lux veritatis, AAS vol. 23, pp. 506.

Expone la encíclica cómo estas verdades quedan recogidas en la Sagrada Escritura, y confirmadas por la Redención de Cristo que no se hubiese podido producirse si no hubiese estado investido de la naturaleza humana, siendo como afirma San Pablo, "primogénito entre muchos hermanos".  Ilustrando el dogma de la unión hipostática en Cristo (una persona divina y dos naturalezas, una divina y otra humana), la encíclica recoge numerosos textos del Concilio; esto da lugar a reflejar cómo los padres del Concilio reconocen la autoridad del papa; así uno de los padres conciliares, Felipe, afirma:

Nadie duda, de hecho lo saben todos los siglos, que el santo y bendito Pedro, príncipe y cabeza de los Apóstoles, pilar de la fe y fundamento de la Iglesia Católica, recibió las llaves del reino de Nuestro Señor Jesucristo, Salvador y Redentor de la raza humana, y que se le dio el poder de desatar y atar los pecados; y hasta este momento vive siempre en sus sucesores y ejerce juicio.
Encíclica Lux veritatis, AAS vol. 23, pp. 501-502.

### III. María madre de Dios y de los hombres
La última parte de la encíclica se centra en la exposición de la maternidad divina, consecuencia de la unidad personal de Cristo, pues María es madre de Dios

"Como advierte Cirilo no es que la naturaleza del Verbo o su divinidad ha extraído el principio de su origen de Santísima Virgen, sino en el sentido de que de ella extrajo ese cuerpo sagrado informado por el alma racional, de modo que se dice que nació según la carne el Verbo de Dios, unido por hipóstasis". En efecto, si el hijo de la Santísima Virgen María es Dios, la que lo engendró ciertamente debe llamarse Madre de Dios con todo derecho; si uno es la persona de Jesucristo, y esta divina, sin duda María debe ser llamada por todos no sólo Madre de Cristo hombre, sino Deipara o Theotòcos.
Encíclica Lux veritatis AAS vol. 23 pp.511-512

En ese hecho se apoya la devoción a la Virgen, y la eficacia de su intercesión. Jesús nos la dejó como madre de todos los hombres, y ella atiende maternalmente nuestras suplicas. El papa pide en la encíclica que se le implore por la vuelta de los orientales disidentes a la unidad de la Iglesia; además recordando las enseñanzas que ha recordado en sus encíclicas Casti connubi y Divini illius Magistri, recuerda las palabras de León XIII que mostraban a la Sagrada Familia como modelo de las familias cristianas 

“los padres de familia tienen en José una excelente guía de providencia paterna y vigilante; las madres, en la Santísima Virgen Madre de Dios, un modelo distinguido de amor, veracidad, sumisión espontánea y perfecta fidelidad; y los hijos, en Jesús, que se sometió a ellos, encuentran un modelo de obediencia digno de admiración, veneración e imitación
Encíclica Lux veritatis AAS vol. 23 p. 516.

Antes de concluir la encíclica e impartir su bendición apostólica el papa anuncia que, para fomentar en el clero y en el pueblo la mayor devoción a la Virgen María, ha ordenado a la Sagrada Congregación de Ritos que prepare un Oficio y Misa de la Divina Maternidad, que se celebrarán en toda la Iglesia universal.